# In Your Eyes (cântec de Kylie Minogue)
„In Your Eyes” este un cântec australian înregistrat de cântăreața Kylie Minogue, care face parte din albumul Fever (2001). A fost compus de, Richard Stannard, Julian Gallagher și Ash Howes și produs de Stannard și Gallagher. Este o piesă dance care abordează tema tentațiilor sexuale. A fost lansat pe 18 februarie 2002 de Parlophone ca al doilea single al albumului.

## Clasamente
| Clasament (2002)                     | Poziție de vârf |
| ------------------------------------ | --------------- |
| Australia (ARIA)                     | 1               |
| Austria (Ö3 Austria Top 40)          | 22              |
| Belgia (Ultratop 50 Flanders)        | 18              |
| Belgia (Ultratop 50 Wallonia)        | 11              |
| Canada (Canadian Singles Chart)      | 11              |
| Danemarca (Tracklisten)              | 10              |
| Finlanda (Suomen virallinen lista)   | 7               |
| Franța (SNEP)                        | 24              |
| Germania (Media Control Charts)      | 18              |
| Greece (IFPI Greece)                 | 3               |
| Hungary (Rádiós Top 40)              | 2               |
| Ungaria (Single Top 20)              | 4               |
| Irlanda (IRMA)                       | 6               |
| Italia (FIMI)                        | 7               |
| Olanda (Dutch Top 40)                | 14              |
| Noua Zeelandă (Recorded Music NZ)    | 18              |
| Poland (Polish Singles Chart)        | 5               |
| Portugal (Portuguese Singles Chart)  | 8               |
| Romania (Romanian Top 100)           | 1               |
| Scoția (Official Charts Company)     | 3               |
| Spania (PROMUSICAE)                  | 7               |
| Suedia (Sverigetopplistan)           | 20              |
| Elveția (Schweizer Hitparade)        | 8               |
| UK Singles (Official Charts Company) | 3               |

### Clasări la sfârșitul anului
| An   | Țară                       | Loc |
| ---- | -------------------------- | --- |
| 2002 | Australia                  | 70  |
| 2002 | Belgium (Valonia)          | 96  |
| 2002 | Netherlands (Dutch Top 40) | 95  |
| 2002 | Switzerland                | 70  |
| 2002 | United Kingdom             | 60  |